# Vignot
Vignot är en kommun i departementet Meuse i regionen Grand Est (tidigare regionen Lorraine) i nordöstra Frankrike. Kommunen ligger i kantonen Commercy som tillhör arrondissementet Commercy. År 2022 hade Vignot 1 277 invånare.

## Befolkningsutveckling
Antalet invånare i kommunen Vignot
| Referens: INSEE |